# Liste des volcans de Grèce
Cet article recense les volcans actifs et éteints de Grèce. Ils se situent sur l'arc volcanique sud-égéen (en).

## Liste
| Nom      | Altitude | Dernière éruption | Coordonnées                  |
| -------- | -------- | ----------------- | ---------------------------- |
| Kos      | +0430,   | Pléistocène       | 36° 51′ 07″ N, 27° 15′ 04″ E |
| Gyali    | +0180,   | Holocène          | 36° 40′ 16″ N, 27° 08′ 24″ E |
| Méthana  | +0760,   | 258 av. J.-C.     | 37° 36′ 54″ N, 23° 20′ 10″ E |
| Milos    | +0751,   | 140               | 36° 41′ 56″ N, 24° 26′ 20″ E |
| Nissiros | +0698,   | 1888              | 36° 35′ 10″ N, 27° 09′ 36″ E |
| Poros    | +0080,   | Pliocène          | 37° 29′ 56″ N, 23° 27′ 25″ E |
| Santorin | +0130,   | 1950              | 36° 24′ 14″ N, 25° 23′ 46″ E |